# Yunganastes
Genre
Yunganastes est un genre d'amphibiens de la famille des Craugastoridae.

## Répartition
Les 5 espèces de ce genre se rencontrent en Bolivie et au Pérou.

## Liste d'espèces
Selon Amphibian Species of the World (4 juillet 2014) :
- Yunganastes ashkapara (Köhler, 2000)
- Yunganastes bisignatus (Werner, 1899)
- Yunganastes fraudator (Lynch & McDiarmid, 1987)
- Yunganastes mercedesae (Lynch & McDiarmid, 1987)
- Yunganastes pluvicanorus (De la Riva & Lynch, 1997)

## Étymologie
Le nom de ce genre vient du quechua yunga, les forêts humides, et du grec nastes, l'habitant, en référence à l'habitat des espèces de ce genre.

## Publication originale
- Padial, Castroviejo-Fisher, Köhler, Domic & De la Riva, 2007 : Systematics of the Eleutherodactylus fraudator species group (Anura: Brachycephalidae). Herpetological Monographs, vol. 21, p. 213-240.